# Privilegio blanco
El privilegio blanco es el privilegio social que beneficia a las personas blancas en algunos países, en comparación con lo que comúnmente experimentan las personas no blancas en las mismas circunstancias sociales, políticas y/o económicas. Es un concepto utilizado en perspectivas académicas, como en la teoría crítica de la raza y en los estudios de la blanquitud, para analizar cómo el racismo y las sociedades racializadas afectan las vidas de las personas blancas o de piel blanca.
Según Peggy McIntosh, los blancos en las sociedades occidentales disfrutan de ventajas que los no-blancos no experimentan, como "un paquete invisible de activos inmerecido". El privilegio blanco denota ventajas pasivas tanto obvias como menos obvias que los blancos pueden no reconocer que tienen, lo que lo distingue de los prejuicios o prejuicios manifiestos. Estas incluyen afirmaciones culturales del propio valor; la presunción de un estatus social mayor y la libertad de circulación, compra, trabajo, juego y hablar libremente. Los efectos pueden ser vistos en contextos profesionales, educativos y personales. El concepto de privilegio blanco también implica el derecho a asumir la universalidad de las propias experiencias, marcando a los demás como diferentes o excepcionales, percibiéndose a uno mismo como normal.
El concepto ha atraído atención así como oposición. Algunos críticos dicen que la expresión utiliza el concepto de "blancura" como proxy para la clase u otro privilegio social o como distracción de problemas de fondo más profundos de desigualdad. Otros afirman que no es que la blancura sea un proxy, sino que muchos otros privilegios sociales están interconectados con ella, lo que requiere un análisis complejo y cuidadoso para identificar cómo la blancura contribuye al privilegio. Críticos del concepto del privilegio blanco también propone definiciones alternativas de blancura y excepciones a o límites de la identidad blanca, argumentando que el concepto de privilegio blanco ignora diferencias importantes entre subpoblaciones blancas e individuos y sugiere que la noción de blancura no puede incluir a todos los blancos.

## Definición
Si bien la definición de "privilegio blanco" ha sido algo fluida, en general se acepta referirse a las ventajas implícitas o sistémicas que tienen las personas blancas en relación con las personas que son objeto de racismo; es la ausencia de sospecha y otras reacciones negativas que experimentan las personas que son objeto de racismo.
Es la otra cara del racismo y se usa en discusiones centradas en los beneficios en su mayoría ocultos que las personas blancas poseen en una sociedad donde prevalece el racismo y la blancura se considera normal, más que en detrimento de las personas que son objeto del racismo. Como tal, la mayoría de las definiciones y discusiones sobre el concepto utilizan como punto de partida la metáfora de McIntosh de la "mochila invisible" que las personas blancas "visten" inconscientemente en una sociedad donde prevalece el racismo.

## Historia del concepto

### Antes de 1970
En su libro de1935 Black Reconstruction, W. E. B. Du Bois introdujo el concepto de un "salario psicológico" para trabajadores blancos. Este estatus especial, escribió Du Bois, dividió el movimiento obrero al liderar a los trabajadores blancos de bajos salarios para que se sintieran superiores a los trabajadores negros de bajos salarios. Du Bois identificó la supremacía blanca como un fenómeno global, que afecta las condiciones sociales a través del mundo mediante colonialismo. Sobre este tema Du Bois escribió:
Debe recordarse que el grupo de trabajadores blancos, mientras recibían un salario bajo, fue compensado en parte por una especie de salario público y psicológico. Se les otorgó una diferenciación pública y títulos de cortesía porque eran blancos. Fueron admitidos libremente con todas las clases de personas blancas para funciones públicas, parques públicos y las mejores escuelas. La policía fue sacada de sus filas, y los tribunales, dependientes de sus votos, los trataron con tanta indulgencia como para alentar la anarquía. Su voto seleccionó a los funcionarios públicos, y aunque esto tuvo un pequeño efecto sobre la situación económica, tuvo un gran efecto sobre su trato personal y la deferencia que se les mostró. Las escuelas blancas eran las mejores de la comunidad y estaban ubicadas de manera visible, y contaban con entre dos y diez veces más per cápita que las escuelas de colores. Los periódicos se especializaron en noticias que adularon a los blancos pobres y casi ignoraron completamente al negro, excepto en el crimen y el ridículo.

En 1965, basándose en esta idea e inspirado por el movimiento por los derechos civiles, Theodore W. Allen comenzó un análisis de 40 años sobre el "privilegio de la piel blanca", el privilegio de "raza blanca" y el privilegio "blanco" en una convocatoria para la cual fue reclutado. un "Comité de conmemoración de John Brown" que instó a "los estadounidenses de raza blanca que quisieran un gobierno del pueblo" y "por el pueblo" a "comenzar por repudiar primero sus privilegios de piel blanca". El folleto "White Blindspot", que contiene un ensayo de Allen y otro del historiador Noel Ignatiev, se publicó a fines de los años sesenta. Se centró en la lucha contra el "privilegio de la piel blanca" e influyó significativamente en los Estudiantes por una Sociedad Democrática (SDS) y en los sectores de la Nueva Izquierda. Para el 15 de junio de 1969, el New York Times informaba que la Oficina Nacional de Estudiantes para una Sociedad Democrática (SDS, por sus siglas en inglés) estaba pidiendo "una lucha total contra los 'privilegios de la piel blanca'". De 1974 a 1975, Allen extendió su análisis al período colonial, lo que llevó a la publicación de "La lucha de clases y el origen de la esclavitud racial: la invención de la raza blanca" (Class Struggle and the Origin of Racial Slavery: The Invention of the White Race) (1975), que en última instancia se convirtió en un doble volumen llamado "The Invention of the White Race" en 1994 y 1997.
En su trabajo, Allen sostuvo varios puntos: que la "raza blanca" se inventó como una formación de control social de la clase dominante a finales del siglo XVII y a principios del siglo XVIII en las colonias de plantaciones angloamericanas (principalmente Virginia y Maryland); ese elemento central de este proceso era la burguesía de la plantación de la clase dominante que confiere privilegios de "raza blanca" a los trabajadores europeos-estadounidenses; que estos privilegios no solo eran contra los intereses de los afroestadounidenses, sino que también eran "veneno", "ruinoso", un anzuelo cebado, para los intereses de clase de los trabajadores; esa supremacía blanca, reforzada por el "privilegio de la piel blanca", ha sido como el principal retardante de la conciencia de la clase trabajadora en los Estados Unidos; y esa lucha por un cambio social radical debería dirigir los esfuerzos principales para desafiar la supremacía blanca y los "privilegios de piel blanca". Aunque el trabajo de Allen influyó en Students for a Democratic Society (SDS) y en sectores de la "nueva izquierda", así como allanó el camino para el estudio del "privilegio blanco" y la "raza como construcción social", aunque apreciaba gran parte del trabajo que continuó, también planteó preguntas importantes sobre los desarrollos en esas áreas.

### Década de 1970 y principio de los 2000
El concepto del privilegio blanco también se utilizó dentro de círculos radicales para propósitos de autocrítica por antirracistas blancos. Para este caso, un artículo de 1975 en Lesbian Tide criticó el movimiento feminista estadounidense por exhibir "privilegio de clase" y "privilegio blanco". Bernardine Dohrn, líder de Weather Underground, en un artículo de Lesbian Tide en 1977, escribió: "... al asumir que estaba más allá del privilegio blanco o aliarme con el privilegio masculino porque lo entendí, preparé y abrí el camino hacia una dirección totalmente oportunista que infectó todo nuestro trabajo y traicionó principios revolucionarios".
A finales de 1980, el término ganó una nueva popularidad en los círculos académicos y en el discurso público después del ensayo de Peggy McIntosh en 1987, White Privilege: Unpacking the Invisible Knapsack. En este ensayo, McIntosh describió el privilegio blanco como "una mochila invisible y sin peso de garantías, herramientas, mapas, guías, libros de códigos, pasaportes, visas, ropa, brújula, equipo de emergencia y cheques en blanco", y también discutió las relaciones entre las diferentes jerarquías sociales, en el cual experimentar la opresión en una jerarquía no niega el privilegio no ganado experimentado en otra. En años posteriores, la teoría de la interseccionalidad también ganó prominencia, con feministas negras como Kimberlé Williams Crenshaw, argumentando que las mujeres negras experimentaron un tipo diferente de opresión al privilegio masculino distinto de la experimentada por las mujeres blancas debido al privilegio blanco. El ensayo todavía se cita habitualmente como una influencia clave por las generaciones posteriores de académicos y periodistas.
En 2003, Ella Bell y Stella Nkomo notaron que "la mayoría de los estudiosos de las relaciones raciales adoptan el uso del [concepto] privilegio blanco". Los sociólogos del American Mosaic Project de la Universidad de Minnesota informaron que existe una creencia generalizada en los Estados Unidos de que "los prejuicios y la discriminación [a favor de los blancos] crean una forma de privilegio blanco". Según su encuesta de 2003, esta opinión fue afirmada por el 59% de los encuestados blancos, el 83% de los negros y el 84% de los hispanos.

### Era de medios de comunicación sociales
El privilegio de los blancos como concepto marcó su transición de la academia a una mayor prominencia a través de las redes sociales a principios de la década de 2010, especialmente en 2014, un año en el que Black Lives Matter se convirtió en un movimiento importante y la palabra "hashtag" se agregó a Merriam-Webster. Brandt y Kizer, en su artículo "From Street to Tweet" (2015), discuten la percepción que tiene el público estadounidense sobre el concepto de privilegio en la cultura general, incluido el privilegio blanco, como influenciados por las redes sociales, pero también expresan cautela en cuanto a sus límites. Al comentar sobre la identificación de Kira Cochrane con el feminismo de la cuarta ola, un movimiento propuesto emergente caracterizado por el empleo de tecnología y medios de comunicación sociales, notaron que hay "ejemplos grandes, aparentes" del alcance del activismo de medios de comunicación social, pero "sobre un nivel individual... la influencia y el alcance de medios de comunicación sociales es confuso".
Según Fredrik deBoer, es una tendencia popular que los blancos reclamen de buena gana el reconocimiento de su privilegio blanco en línea (Internet). DeBoer criticó esta práctica por promover la autoestima y no por resolver ninguna desigualdad real. 

## Aplicaciones en teoría crítica

### Teoría crítica de las razas
El concepto de privilegio blanco ha sido estudiado por teóricos de los estudios de la blanquitud que buscan examinar la construcción y las implicaciones morales de la "blanquitud". A menudo hay una superposición entre la blancura crítica y las teorías raciales, como lo demuestra el enfoque en la construcción legal e histórica de la identidad blanca y el uso de narrativas (ya sea discurso legal, testimonial o ficción) como una herramienta para exponer sistemas de poder racial.
Teóricos de la crítica de razas como Cheryl Harris y George Lipsitz han dicho que la "blanquitud" ha sido históricamente tratada más como una forma de propiedad que como una característica racial: en otras palabras, como un objeto que tiene un valor intrínseco que debe ser protegido por instituciones sociales y legales. Las leyes y costumbres concernientes a la raza (desde el apartheid y las construcciones de Jim Crow que separan legalmente las diferentes razas hasta los prejuicios sociales contra las relaciones interraciales o las comunidades mixtas) sirven para conservar ciertas ventajas y privilegios para los blancos. Debido a esto, las ideas académicas y sociales sobre la raza han tendido a centrarse únicamente en las desventajas que sufren las minorías raciales, pasando por alto los efectos ventajosos que se producen en los blancos.

Eric Arnesen, un historiador del trabajo estadounidense, revisó artículos desde una perspectiva de estudios de la blanquitud publicados en su campo en la década de 1990, descubrió que el concepto de blancura se usó tan ampliamente durante ese período de tiempo que no fue útil. 

### Blanquitud tácita
Desde otra perspectiva, el privilegio blanco es una forma de conceptualizar las desigualdades raciales que se centra en las ventajas que las personas blancas acumulan a través de su posición en la sociedad, así como en las desventajas que experimentan las personas que no son blancas. Esta misma idea es traída a la luz por Peggy McIntosh, quien escribió sobre el privilegio blanco desde la perspectiva de un individuo blanco. McIntosh afirma en su escrito que, "como persona blanca, me di cuenta de que me habían enseñado sobre el racismo como algo que pone a los demás en desventaja, pero que me enseñaron a no ver uno de sus aspectos corolarios, el privilegio blanco que me pone en un ventaja". Para respaldar esta aserción, McIntosh notas una miríada de condiciones en su artículo en qué desigualdades raciales ocurre para favorecer blancos, de alquilar o comprando una casa en una área dada sin la sospecha de una es financiera estando, a adquirir vendas en "color" de carne que estrechamente empareja el tono de piel de una persona blanca. Más allá afirma que ve

### Enriquecimiento ilícito
Lawrence Blum se refiere a las ventajas para las personas blancas como privilegios de "enriquecimiento injusto", en el que las personas blancas se benefician de las injusticias cometidas con las personas de color, y expresa que dichos privilegios están profundamente arraigados en la cultura y el estilo de vida de los Estados Unidos:
Cuando a los negros se les niega el acceso a hogares deseables, por ejemplo, esto no es solo una injusticia para los negros, sino un beneficio positivo para los blancos que ahora tienen una gama más amplia de opciones de domicilio de la que tendrían si los negros tuvieran el mismo acceso a la vivienda. Cuando las escuelas urbanas hacen un mal trabajo educando a sus estudiantes latinos y negros, esto beneficia a los blancos en el sentido de que los beneficia injustamente en la competencia por niveles más altos de educación y empleos. Los blancos en general no pueden evitar beneficiarse del legado histórico de la discriminación racial y la opresión. Por lo tanto, el enriquecimiento injusto casi nunca está ausente de la situación de la vida de los blancos. 
.

### Injusticia evitada

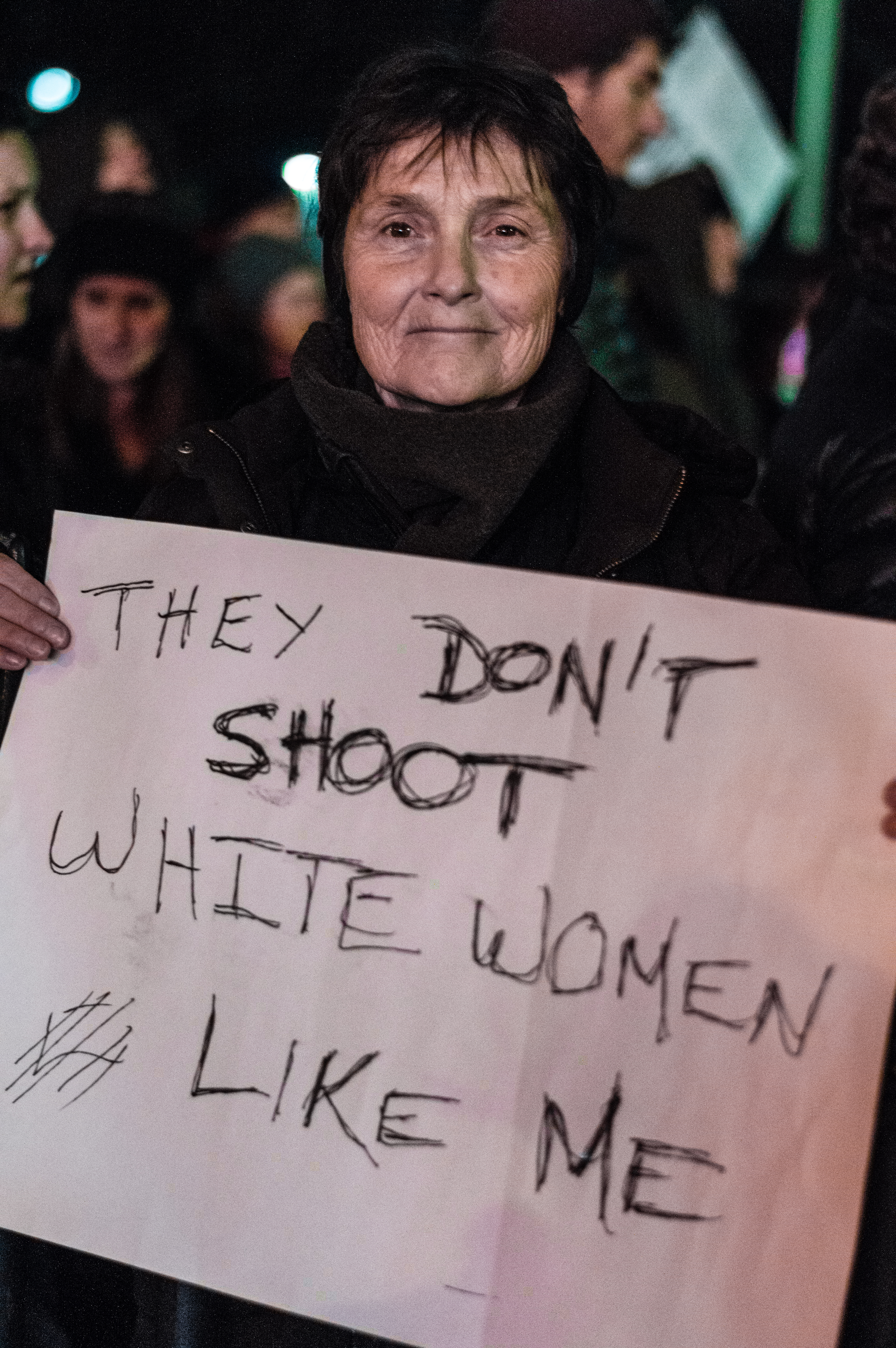
Un manifestante sostiene un letrero que dice en inglés "No disparan a mujeres blancas como yo" en una protesta de Black Lives Matter a raíz de la no acusación de un oficial de policía de la ciudad de Nueva York por la muerte de Eric Garner.

En el análisis de Blum de la estructura subyacente del privilegio blanco, la "injusticia evitada" es cuando una persona de color sufre un trato injusto mientras que una persona blanca no lo hace. Su ejemplo de esto es cuando "una persona negra es detenida por la policía sin una causa justificada, pero una persona blanca no lo es". Identifica los privilegios de "enriquecimiento injusto" como aquellos por los cuales los blancos se salvan de la injusticia de una situación y, a su vez, se benefician de la injusticia de los demás. Por ejemplo, "si la policía está demasiado concentrada en buscar a los infractores de la ley negros, podrían estar menos atentos a los blancos, confiriendo un beneficio de enriquecimiento injusto a los blancos que infringen las leyes pero escapan a la detección por esta razón".

### Fragilidad blanca
Robin DiAngelo creó el término "fragilidad blanca". Ella ha notado que "el privilegio blanco puede ser considerado como un equilibrio racial inestable". Cuando se desafía este equilibrio, el estrés racial resultante puede volverse intolerable y puede desencadenar un rango de respuestas defensivas. DiAngelo define estos comportamientos como la fragilidad blanca. Por ejemplo, DiAngelo observó en sus estudios que algunas personas blancas, cuando se enfrentan a problemas raciales relacionados con el privilegio blanco, pueden responder con destitución, angustia u otras respuestas defensivas porque pueden sentirse personalmente implicadas en la supremacía blanca.

Ella también escribe que los privilegios blancos son muy raramente discutidos y que incluso los cursos de educación multicultural tienden a usar un vocabulario que confunde aún más los privilegios raciales y define la raza como algo que solo concierne a los negros. Ella sugiere que el uso de terminología cargada con connotaciones negativas para las personas de color se suma al ciclo del privilegio blanco,
Es mucho más común que estos cursos y programas utilicen un lenguaje de codificación racial como "urbano", "ciudad interior" y "en desventaja", pero que rara vez utilicen "blanco" o "en desventaja" o "privilegiado". Este lenguaje codificado racialmente reproduce imágenes y perspectivas racistas mientras reproduce simultáneamente la cómoda ilusión de que la raza y sus problemas son lo que "ellos" tienen, no nosotros.

Sin embargo, dice que la actitud defensiva y la incomodidad de los blancos en respuesta a los problemas raciales no es irracional, sino que a menudo está motivada por actitudes subconscientes, a veces incluso bienintencionadas, hacia el racismo.
Gina Crosley-Corcoran en su artículo de Huffington Post, "Explicando el privilegio blanco a una persona blanca arruinada"("Explaining White Privilege to a Broke White Person"), dice que inicialmente era hostil a la idea de que ella tenía el privilegio blanco, creyendo inicialmente que "mi piel blanca no hacía nada para evitarlo. Yo experimenté la pobreza", hasta que se le indicó que leyera "Desempaquetando la mochila invisible" (Unpacking the invisible knapsack) de Peggy McIntosh. Según Crosley-Corcoran, "el concepto de interseccionalidad reconoce que las personas pueden ser privilegiadas de alguna manera y, definitivamente, no privilegiadas en otras".

## Global
El privilegio blanco funciona de manera diferente en sitios diferentes. La piel blanca de una persona no será un activo a ellos en cada lugar concebible o situación. La gente blanca es también una minoría global, y este hecho afecta las experiencias que ellos tienen fuera de sus áreas de casa. Sin embargo, algunas personas que usan el término "privilegio blanco" lo describen como un fenómeno mundial, siendo resultado de la historia de colonialismo por europeos blancos occidentales. Un autor declara que hombres estadounidenses blancos son privilegiados casi por todas partes en el mundo, aun cuando muchos países nunca hayan sido colonizados por europeos occidentales.
En algunas cuentas, el privilegio blanco global está relacionado con el excepcionalismo estadounidense y la hegemonía.